# Bericht eines Schiffbrüchigen
Bericht eines Schiffbrüchigen, der zehn Tage lang, ohne zu essen und zu trinken, auf einem Floß trieb, der zum Helden des Vaterlandes ausgerufen, von Schönheitsköniginnen geküsst, durch Werbung reich, gleich darauf durch die Regierung verwünscht und dann für immer vergessen wurde,   (Originaltitel: Relato de un náufrago) ist der Titel eines 1970 in Barcelona publizierten Buches des kolumbianischen Schriftstellers Gabriel García Márquez über einen Schiffbruch in der Karibik. Die vom Autor nach den mündlichen Erzählungen des Seemanns Luis Alejandro Velasco verfasste journalistische Rekonstruktion der Geschichte erschien zuerst 1955 als Serie in der Zeitung El Espectador in Bogotá nicht unter dem Namen des Ghostwriters, sondern unter dem Velascos. Die deutsche Übersetzung von Christiane und Curt Meyer-Clason wurde 1982 publiziert.

## Handlung
Der 20-jährige Seemann Luis Alejandro Velasco erzählt in einem realistischen, spannenden Stil von seinem Schiffbruch und der zehntägigen Floßfahrt in der Karibik. Er gehört zur Crew des Zerstörers Caldas, der am 24. Februar 1955 nach einem achtmonatigen Reparatur-Aufenthalt in Mobile in Alabama wieder nach Cartagena in Kolumbien zurückkehrt. Auf dem Deck haben die Matrosen viele Kisten mit Radios, Eisschränke, Waschmaschinen, Heizöfen usw. angeseilt, die sie illegal mit in die Heimat nehmen wollen. Am 27. Februar gerät das überladene Schiff in einen Sturm, droht zu kentern und verliert seine Ladung. Auch fünf Matrosen, die sich in diesem Moment am Deck befinden, darunter Velasco, werden von einer Welle ins Meer gespült. Während es Velasco gelingt, in ein Rettungsfloß zu klettern, muss er hilflos zusehen, wie seine Kameraden in seiner Nähe ertrinken, während der Zerstörer im Sturm seine Fahrt fortsetzt. Anfangs ist Velasco zuversichtlich, dass sie spätestens beim Morgenappell vermisst werden und eine Suchaktion beginnt, jedoch zerschlagen sich seine Hoffnungen, nachdem ein Rettungsflugzeug ihn mehrmals überfliegt und übersieht. Wie er später erfährt, wurde die Suche nach vier Tagen eingestellt und man erklärte die Seeleute offiziell für tot. Velasco treibt orientierungslos zehn Tage lang auf dem offenen Meer ohne Essens- und Trinkwasservorräte, ständig der glühenden Sonne und der Lebensgefahr durch die ihn umkreisenden Haie ausgesetzt. Nur zweimal in den zehn Tagen gelingt es ihm, ein Tier zu fangen: einmal eine Möwe, ein ander Mal einen Fisch. Ab und zu trinkt er etwas Salzwasser. Am Anfang versucht er sich aus Angst vor den Haien wach zu halten, dann dämmert er stundenlang vor sich hin, halluziniert und wünscht sich den Tod. Am 9. März, nach fast zehn Tagen auf dem Meer, als er völlig entkräftet jede Hoffnung aufgegeben hat und kurz vor dem Verhungern ist, sieht er Land am Horizont. Mit letzter Kraft schwimmt er der Küste entgegen und wird dort kurz darauf bei Mulatos von einem Landwirt entdeckt, in dessen Haus gebracht und notdürftig versorgt. In der abgelegenen Gegend ohne Radio und Zeitung hat niemand von seinem Schiffbruch gehört und erst nach der Meldung bei der Polizei erfahren die Menschen von seinem Schicksal und eine große Menge begleitet seinen Transport auf einer Hängematte nach San Juan de Urabá. Von dort bringt ihn ein Flugzeug nach Cartagena, wo er sich in einem Krankenhaus von den Strapazen erholt und vor den Sensationsreportern beschützt werden muss. Nach Genesung kommt er nach Bogotá, wo er vom Staatspräsidenten empfangen und mit einem Orden ausgezeichnet wird. Durch eine vielseitige Vermarktung seiner Geschichte und zahlreiche Radio- und Fernsehauftritte verdient er in kurzer Zeit ein Vermögen. Ironisch bekannte er: „Mein Heldentum bestand darin, nicht zu sterben“.

## Hintergrund
Im Vorwort der Buchausgabe „Die Geschichte der Geschichte“ gibt der Autor einige Informationen über die Entstehung der vierzehnteiligen Zeitungsserie und die Folgen der Veröffentlichung: Die kolumbianische Regierung dementierte, dass der Zerstörer Schmuggelware an Bord gehabt habe. Jedoch konnte die Zeitungsredaktion durch Fotografien einiger Matrosen belegen, dass auf Deck viele Kisten mit gut lesbaren Fabrikmarken standen, die offenbar der Hauptgrund für die Überladung und die Schieflage des Schiffes waren. Die Diktatur reagierte mit einer Reihe drastischer Repressalien, die mit der Schließung der Zeitung ihren Höhepunkt fanden. Diese „Verunglimpfung“ der kolumbianischen Marine brachte auch Márquez die Ungnade des Militärdiktators Gustavo Rojas Pinilla ein, woraufhin er ins Ausland ging und dort für mehrere Jahre als Reporter arbeitete.
Luis Alejandro Velasco Rodríguez verließ die Marine und begann im privaten Sektor zu arbeiten, beginnend mit einem Job bei einem Busunternehmen. Er ließ sich schließlich als Handelsvertreter in einer Versicherungsgesellschaft in Bogotá nieder. Als Gabriel García Márquez die Geschichte fünfzehn Jahre später – 1970 – in dem Buch „Relato de un Náufrago“ veröffentlichte, gab er seine Rechte und Lizenzgebühren großzügig an Velasco ab. 1983 klagte Velasco die Übersetzungsrechte an dem Buch ein und verlor den Prozess. In der letzten Woche seines Lebens entschuldigte er sich bei García Márquez für die Klage. Er starb am 2. August 2000 im Alter von 66 Jahren in Bogotá.